# Droit au retour des réfugiés palestiniens

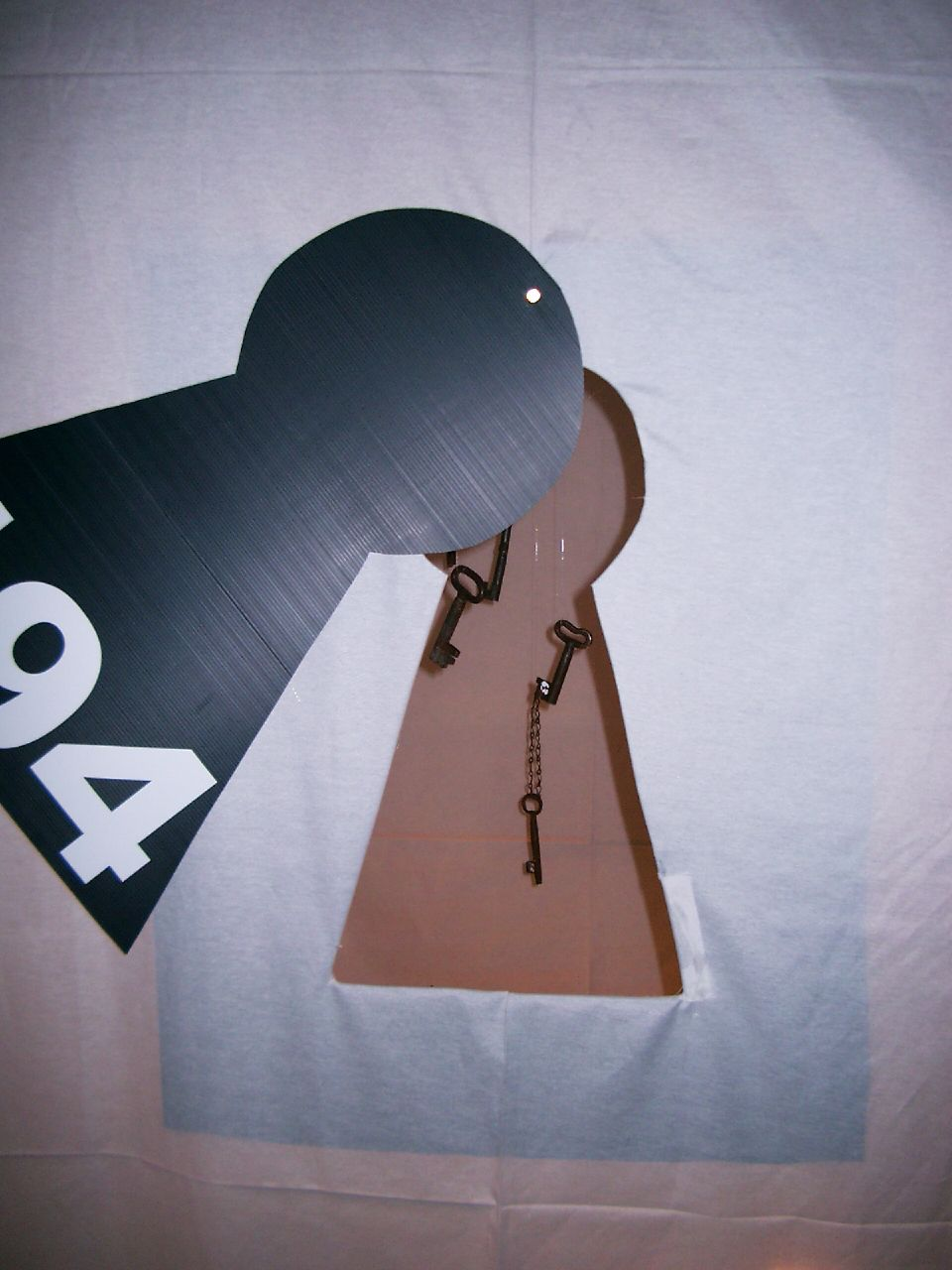
Cette œuvre artistique est intitulée Résolution 194 en référence à la résolution 194 de l'Assemblée générale des Nations unies appelant au droit au retour des réfugiés palestiniens. De nombreux Palestiniens ayant conservé les clés de leurs habitations plusieurs années après les avoir quittées, la clé est devenue un symbole de ce droit au retour,.

Le droit au retour des réfugiés palestiniens est un principe adopté dans la résolution 194 de l'Assemblée générale des Nations unies et une position politique, concernant les réfugiés palestiniens (estimés à 700 000) à la suite de l'Exode palestinien de 1948 qui se produisit pendant la guerre israélo-arabe de 1948, ainsi que de leurs descendants (estimés à 6 millions en 2017) dans les territoires palestiniens et les pays voisins (Jordanie, Liban et Syrie).
Au fil des années, le droit au retour est devenu une des revendications fondamentales des Palestiniens au cœur du conflit israélo-palestinien. C'est aussi une des plus controversées et problématiques. Leurs descendants revendiquent « des liens intimes et durables » avec la région. Dans les négociations actuelles, les Palestiniens revendiquent un retour sur les territoires aujourd'hui en Israël et à l'effet de l'instauration d'un futur État palestinien.
Les autorités et l'opinion publique israéliennes sont opposées à l'afflux des réfugiés palestiniens en Israël par crainte d'un déséquilibre démographique, notamment dans le contexte du conflit israélo-palestinien. Le Premier ministre israélien Ehud Olmert a affirmé en 2007 que l'État hébreu n'accepterait pas le retour de réfugiés palestiniens, qui est pourtant une des conditions de l'initiative de paix arabe avec Israël.

## Négociations d'après guerre

Nakba Palestine, 1948 - camp de Jaramana près de Damas en Syrie

Après le cessez-le-feu du 11 juin 1948, des négociations sont organisées avec les États arabes voisins, les États-Unis, la Grande-Bretagne et les Nations unies, concernant le rapatriement des réfugiés palestiniens dans les frontières d'Israël d'après-guerre. Les dirigeants israéliens à la tête du Mapai s'opposent au rapatriement, soutenus par l'opinion publique mais pas par le parti Mapam, ce qui mène le gouvernement à adopter des concessions.
David Ben-Gurion exprime ses positions lors d'une réunion de cabinet le 16 juin 1948 :

« Ce ne serait pas faire un acte de justice de rapatrier les arabes a Jaffa mais une folie. Ceux qui nous ont déclaré la guerre doivent en supporter le résultat après avoir essuyé une défaite. »

— David Ben-Gurion, Terre promise, trop promise : Genèse du conflit israélo-palestinien (1882-1948)
Moshe Sharett partage ses vues et s'attache à des considérations sécuritaires et militaires alors que l'état de guerre n'a pas été levé et qu'aucun traité de paix n'a été signé.
Le 18 août au Conseil de Sécurité des Nations-Unies, Israël déclare qu'il n'est pas raisonnable d'envisager un retour des réfugiés alors même que la Ligue Arabe et le Haut Comité Arabe annoncent leurs intentions de poursuivre le combat et de reprendre les hostilités.
Une commission établie par le gouvernement israélien déclare le 26 octobre que la solution réaliste réside dans leur réinstallation et l'absorption par les pays arabes avec lesquelles les réfugiés partagent des affinités linguistiques, religieuses, culturelles et nationales : l'Irak, la Syrie et la Transjordanie.
Le 11 décembre 1948, l'Assemblée générale des Nations-Unies adopte la résolution 194 (lire la section Résolutions à l'ONU) qui « Décide qu'il y a lieu de permettre aux réfugiés qui le désirent, de rentrer dans leurs foyers le plus tôt possible ».
En 1949, après la signature d'un armistice, les Nations-Unies établissent une commission représentée par les États-Unis, la France et la Turquie pour assister les parties à atteindre un accord concernant les divers différents. Les États-Unis proposent l'absorption par Israël d'un quart des réfugiés. Le 19 avril 1949, David Ben-Gurion propose l'annexion de la bande de Gaza et l'acceptation de ses réfugiés. Finalement, sous la pression des États-Unis, Israël accepte la proposition d'absorber 100 000 réfugiés. De leur côté, les pays arabes demandent le retour de tous les réfugiés. Le royaume hachémite pour des raisons politiques annexe la Cisjordanie et en assimile les habitants. La Syrie se déclare prête à absorber des réfugiés en échange de mesures économiques, militaires et politiques américaines[réf. nécessaire]. L'Égypte revendique le désert du Neguev pour établir une continuité territoriale arabe.
Le 5 juillet 1950, la Loi du retour est votée par la Knesset garantissant à tout Juif (ainsi qu'à son éventuelle famille non juive) le droit d'immigrer en Israël.
En 1955, le plan Alpha Anglo-américain prévoit qu'Israël accepte 75 000 réfugiés palestiniens et cède du territoire, le plan est rejeté par les parties.
Entre mars 1953 et août 1956, Israël débloque et restitue 2,8  millions de Livre sterling à leurs propriétaires palestiniens (90% des dépôts bancaires des réfugiés), 5 200 réfugiés sont acceptés dans le contexte de la réunification familiale et 28 000 réfugiés reçoivent des logements et des emplois par le gouvernement.

## Propriétés des réfugiés palestiniens
Le gouvernement d'Israël introduit des ordonnances sur la « propriété des absents » permettant de confisquer les terres présumées abandonnées à la suite de la guerre et de les transférer aux autorités israéliennes. Il s'agit de la loi Regulations (Absentees’ Property) Law, 5709-1948 remplacée en 1950 par la loi sur la propriété des absents (5710-1950).
Selon Scott Leckie, le directeur du Centre on Housing Rights and Evictions (en), :

« La loi israélienne, loin de fournir une protection impartiale et un traitement égal à toutes les personnes concernées, a été capitale pour l'expropriation des terres des Palestiniens et de leurs propriétés depuis que l'État d'Israël a été proclamé unilatéralement en 1948. Les lois israéliennes permettent de revendiquer légalement les terres et propriétés des « absents » (un euphémisme israélien qui désigne les réfugiés palestiniens déplacés de force) elles ont permis la confiscation de terres palestiniennes et leur transfert sur une grande échelle sous contrôle israélien. [...]
Paradoxalement, si Israël était prêt à rendre les terres confisquées aux réfugiés, un processus comparativement simple en contraste avec d'autres programmes de restitution ailleurs, pourrait prendre place. La majeure partie de ces terres reste sous le contrôle public de l'État d'Israël et n'a pas été transférée à des propriétaires privés. Des grandes surfaces de terres confisquées depuis 1948 restent vides et pratiquement toutes les familles palestiniennes conservent leurs titres de propriété d'origine ainsi que des registres prouvant leurs droits de propriétaire »

— Scott Leckie, ,

## Résolutions à l'ONU
La résolution 194 de l'Assemblée générale des Nations unies adoptée le 11 décembre 1948 puis confirmée par plusieurs résolutions comme la résolution 394 ou 513 déclare :

« 194. (III) Palestine -- Rapport intérimaire du Médiateur des Nations Unies
L'Assemblée Générale.
Ayant examiné de nouveau la situation en Palestine,
[...]
11. Décide qu'il y'a lieu de permettre aux réfugiés qui le désirent, de rentrer dans leurs foyers le plus tôt possible et de vivre en paix avec leurs voisins, et que des indemnités doivent être payées à titre de compensation pour les biens de ceux qui décident de ne pas rentrer dans leurs foyers et pour tout bien perdu ou endommagé lorsque, en vertu des principes du droit international ou en équité, cette perte ou ce dommage doit être réparé par les Gouvernements ou autorités responsables ;
Donne pour instructions à la Commission de conciliation de faciliter le rapatriement, la réinstallation, et le relèvement économique et social des réfugiés, ainsi que le payement des indemnités, et de se tenir en liaison étroite avec le Directeur de l'Aide des Nations Unies aux réfugiés de Palestine, et, par l'intermédiaire de celui-ci, avec les organes et institutions appropriées de l'Organisation des Nations Unies ; »

Une agence de l'ONU, l'UNRWA, a spécialement été créée pour gérer le problème.
Le 22 novembre 1974, l’Assemblée générale des Nations unies adopte la résolution 3236 qui réaffirme le « droit inaliénable des Palestiniens de retourner dans leurs foyers et vers leurs biens, d’où ils ont été déplacés et déracinés, et demande leur retour » et le droit à l’autodétermination du peuple palestinien.

## Filmographie
- From The River to the Sea. Documentaire de Pierre Rehov sur la politique du « droit au retour » des Palestiniens, sélectionné pour le prix 2006 du (en) Liberty Film Festival[15],[16]

## Autres lois du retour
- La Loi du retour votée le 5 juillet 1950 par la Knesset qui garantit à tout Juif (ainsi qu'à son éventuelle famille non juive) le droit d'immigrer en Israël.